# James Lloyd (zanger)
James Lloyd is de artiestennaam van Gervus Heslop, een van oorsprong Jamaicaanse zanger en entertainer.
In zijn jeugd verhuisde James Lloyd naar Londen, alwaar hij ging studeren aan het Ivor Mirants College of Music. Hij ging daarbij al vroeg op tournee, voornamelijk in Duitsland alwaar hij een contract kreeg aangeboden bij Ariola Records. Frag mein Herz was zijn eerste singlesucces daar. Zijn tweede single Keep on smiling was in zijn oorspronkelijke taal en stond in diverse hitparades verspreid over de gehele wereld. De begeleidingsband was soulband Respect uit Amsterdam. Vervolgens kreeg hij vooral op singlegebied successen in allerlei landen en talen, waaronder het Franse Je t’aime, chérie. Na die successen verhuisde James Lloyd naar Trinidad om zijn eigen geluidsstudio en platenlabel te beginnen.
Hij keerde terug naar Europa om zijn successen voort te zetten. In 2011 werkte hij vanuit Noordrijn-Westfalen.
De Britse zangeres Princess is zijn dochter.
In België had James zes hits, in Nederland drie.
- 1970: Keep on smiling (1982 nieuwe versie) (in België een nummer-1)
- 1974: Je t'aime, je t'aime chérie
- 1974: Lolita Lolo
- 1974: Santo Domingo
- 1975: Gloria
- 1980: Bald headed rasta
- 1982: Limbo la la